# قلعة إدراكبور
قلعة إدراكبور هي حصن نهري يقع في مونشيغانج في بنغلاديش، تم بناء الحصن تقريبا في عام 1660 م وفقا لعدد من المؤرخين، تم بناء حصن النهر من قبل مير جملا الثاني، سوباهدار البنغال تحت حكم الإمبراطورية المغولية لفرض السيطرة على الإمبراطورية المغولية في مونسيغانج والدفاع عن دكا ونارايانجانج من القراصنة. كان الحصن جزءا من استراتيجية الدفاع الثلاثي لطريق النهر الضعيف؛ حيث اعتاد القراصنة مهاجمة دكا وتم تطوير الاستراتيجية من قبل مير جوملا الثاني بمساعدة الحصنين الآخرين في نارايانجانج - قلعة هاجيجانج وقلعة سوناكاندا.

## خلفية
استولى المغول على البنغال في عام 1574 م بعد هزيمة داود خان كراني، مارس المغول حكمًا تقدميًا في البنغال؛ فقد كانت البنغال آنذاك مقاطعة ثرية جدًا وكثيرًا ما هاجمها القراصنة.
دخلت الإمبراطورية المغولية في حرب أهلية فيما يتعلق بخلافة الإمبراطور شاه جاهان. شاه شوجا هو الابن الثاني لشاه جاهان وسوباهدار البنغال، قاد حملة إلى أغرا لتولي العرش، ثم أراد أورنجزيب بعد اعتلائه العرش تعيين رجل يتمتع بمهارات عالية في الحرب البحرية حيث كانت البنغال الموجهة نحو النهر هي قبضة شاه شوجا القوية؛ لذلك كلف مير محمد سعيد الأردستاني الملقب بمير جملا الثاني الذي كان تاجرا ناجحا في التجارة البحرية في الحياة الأولى بالتعامل مع شاه شجاع.
هرع مير جملا الثاني إلى البنغال مما أجبر شاه شوجا على التراجع، تم لاحقاً تعيين مير جملا الثاني كسوباهدار أو حاكم مقاطعة البنغال آنذاك في عام 1660.
كان مير جملا على علم بالقراصنة الذين اعتادوا إدارة حملة إرهابية في مدن البنغال المهمة، بعد تعيينه كسوباهدار نقل عاصمة البنغال إلى دكا من راجماهال في محاولة لحماية العاصمة دكا من القراصنة، طور مير جملا الثاني استراتيجية دفاعية ثلاثية وقرر بناء ثلاثة حصون نهرية بالقرب من دكا، أحد هذه الحصون الثلاثة هو حصن إدراكبور في مونشيغانج.

## تاريخ
كانت إدراكبور التي أصبحت الآن مونشيغانج نقطة مهمة للغاية من الناحية الاستراتيجية لأنها كانت تقاطع عدد من الأنهار بما في ذلك نهر ميغانا ونهر شيتالاكشيا ونهر إشاماتي ونهر داليشواري، تم بناء الحصن على ضفة تقاطع نهر إشاماتي ونهر ميغنا.
استخدم القراصنة البرتغاليون وماغ هذه النقطة للمضي قدما إلى دكا عبر نهر شيتالاكشيا، اعتادوا في طريقهم إلى دكا على نهب مدن مهمة أخرى مثل سونارغاون وبيكرمبور.
كان مير جملا الثاني مصمما على حماية دكا وحريصا على تطوير المنطقة الغنية بيكرامبور، لذلك توصل إلى استراتيجية دفاعية ثلاثية لحماية المدن من القراصنة البرتغاليين.
كان حصن إدراكبور مركز استراتيجي بالنسبة له وكان الهدف من إقامة الحصن هو التحقق من تقدم القراصنة الماج والبرتغاليين الذين يتجهون نحو العاصمة المغولية دكا، تم استخدام الحصن أيضا كقاعدة بحرية للأسطول البحري المكون من 200 فرقاطة تحت قيادة الأدميرال المغولي أبو الحسين.
وفقا للاستراتيجية فإنه كلما حاول القراصنة التقدم إلى دكا، سيؤمر الجنود المغول بالبدء في إطلاق قذائف الهاون من مدافع سفنهم الحربية البالغ عددها 200 سفينة ومن قلعة إدراكبور تاركين القراصنة دون أي خيارات سوى التراجع أو الموت على الأنهار.
ومع ذلك،إذا نجت أي من سفن القراصنة من الهجوم الأولي وحاولت التقدم إلى دكا فإن قلعة سوناكاندا وقلعة هاجيغانج الواقعة على الضفة الشرقية والغربية لنهر شيتالاكشيا على التوالي،ستبدأان في إلقاء طلقات مستديرة على تلك السفن وإغراق جميع سفن القراصنة على النهر.
ربما تم بناؤه في حوالي عام 1660 م.

## فن العمارة
يختلف نهر إدراكبور عن الحصون المغولية الأخرى ويحتوي على عدد من المميزات الفريدة.
يبدو أن الحصن مقسم إلى قسمين وهما الجزء الشرقي والجزء الغربي، تم دمج الجزء الشرقي رباعي الزوايا والجزء الغربي متعدد الأضلاع في الحصن الكامل.
يتكون الحصن المبني من الطوب على مساحة مفتوحة أوسع محاطة بجدار مع معاقل في الزوايا، يمتد الجدار السميك من الشمال إلى الجنوب بطول 86.87 مترا وعرض 59.60 مترا، كما يحتوي الجدار على عمليات استهدفت الأعداء على النهر واطلقت قذائف الهاون ويوجد عدد من الأبراج التي لوحظت منها حركة الأعداء.
الميزة الأكثر أهمية للحصن هي الأسطوانة الدائرية الموجودة في الجزء الشرقي من الحصن، إن الأسطوانة الدائرية محاطة كذلك بجدار تحصين آخر الذي كان يستخدم لتركيب مدفع ضخم. يبلغ قطر الأسطوانة الدائرية المرتفعة 32.5 مترا وارتفاعها 9.14 مترا ويمكن الوصول إليها عن طريق الدرج؛ كذلك يتكون الطبل من ثلاث طبقات متتالية.
ميزة أخرى رائعة للحصن هي وجود درج يؤدي إلى غرفة سرية عند سفح الطبل، يؤدي الدرج إلى غرفة سرية تحت الأرض كانت مجلة أو مخزن للأسلحة والمتفجرات. وفقا لبعض الأساطير فقد كان الدرج جزءا من النفق السري المرتبط بحصن لالباغ.
تقع بوابة المدخل الرئيسية للحصن في الشمال مع معقل مستطيل مرتفع متوج بالميرلون المكولي الذي كان بمثابة غرفة حراسة.

## انظر ايضا
•قلعة سوناكاندا
•قلعة حاجيجانج
•قلعة لالباغ
•قائمة المواقع الأثرية في بنغلاديش